# Franciszek Mielżyński
Franciszek Walenty Mielżyński (ur. w 1682 roku – zm. w 1738 roku) – kasztelan śremski w latach 1716–1738, współorganizator i działacz konfederacji tarnogrodzkiej w Wielkopolsce, założyciel chobienickiej gałęzi rodu Mielżyńskich.
Podpisał traktat warszawski 1716 roku w imieniu konfederacji tarnogrodzkiej i skonfederowanych wojsk koronnych. 
Jako deputat z Senatu podpisał pacta conventa Stanisława Leszczyńskiego w 1733 roku.
10 lipca 1737 roku podpisał we Wschowie konkordat ze Stolicą Apostolską.
Wraz z żoną Krystyną ze Skaławskich ufundował kościół Klasztoru Franciszkanów w Woźnikach. Franciszek Mielżyński był do śmierci syndykiem apostolskim klasztoru, a więc zajmował się jego finansami. Tam też został pochowany 6.05.1738.
Jego synem był Józef Klemens Mielżyński.